# Bernard Beryl Brodie
Bernard Beryl Brodie (7 août 1907 - 28 février 1989), est un chercheur sur la pharmacothérapie, considéré par beaucoup comme le fondateur de la pharmacologie moderne dans les années 1940 et 1950. Il est une figure majeure dans le domaine du métabolisme des médicaments, l'étude de la façon dont les médicaments interagissent dans le corps et comment ils sont absorbés. Membre de l'Académie nationale des sciences des États-Unis, Brodie est l'un des fondateurs et ancien chef du Laboratoire de pharmacologie chimique du National Heart Institute des National Institutes of Health de Bethesda, dans le Maryland.

## Jeunesse et éducation
Né à Liverpool en 1907, dans une famille juive  Brodie fait ses études de premier cycle à l'Université McGill et obtient un doctorat. en chimie à l'Université de New York en 1935. Après avoir obtenu son diplôme de NYU, il y est professeur associé jusqu'en 1950, date à laquelle il rejoint les National Institutes of Health. Il y dirige le laboratoire de pharmacologie jusqu'à sa retraite en 1970, mais reste actif en tant que consultant senior auprès des laboratoires Hoffmann-LaRoche à Nutley, New Jersey et en tant que professeur de pharmacologie à l'Université d'État de Pennsylvanie.

## Recherches
Sa découverte la plus importante est que les réponses animales et humaines aux médicaments ne diffèrent pas de manière significative. Ce pionnier du concept selon lequel les niveaux de médicaments dans le sang doivent guider les dosages thérapeutiques et il établit la base de la chimiothérapie du paludisme.
Avec Julius Axelrod, il découvre que l'acétanilide et la phénacétine se métabolisent tous deux en paracétamol. Contrairement à ses précurseurs, le paracétamol ne provoque pas de méthémoglobinémie chez l'homme.
Brodie fait également des recherches sur les médicaments anesthésiques et hypnotiques et découvre que le Procaïnamide est efficace pour traiter les patients présentant de graves irrégularités du rythme cardiaque. Il est également le pionnier d'une thérapie médicamenteuse pour la goutte.
Brodie est le premier scientifique à déterminer comment les neurohormones, la sérotonine et la norépinéphrine, affectent le fonctionnement du cerveau, ce qui permet de comprendre comment les médicaments antipsychotiques peuvent être utilisés efficacement dans le traitement des troubles mentaux et émotionnels. Il propose également une nouvelle ligne d'attaque contre la schizophrénie, menant à des études sur la façon dont les impulsions nerveuses dans le cerveau sont transmises le long de voies particulières des cellules nerveuses.
Sa carrière scientifique est à la base d'une biographie populaire récente, Apprentice to Genius de Robert Kanigel, qui décrit comment un groupe de scientifiques, dirigé par Brodie, réalise des percées primées en sciences biomédicales sur une période de 40 ans.

## Prix
En 1967, Brodie reçoit le Prix Albert-Lasker pour la recherche médicale fondamentale pour ses plus de 30 ans de contributions à la pharmacologie biochimique. Ses travaux ont une profonde influence sur l'utilisation des médicaments dans le traitement des maladies cardiovasculaires, des troubles mentaux et émotionnels et du cancer.
Brodie est élu membre de l'Académie nationale des sciences en 1966 et est membre honoraire de nombreuses académies scientifiques aux États-Unis et à l'étranger. En plus du prix Lasker, il reçoit le Distinguished Service Award du Department of Health, Education and Welfare en 1958, le prix Tollman en pharmacologie en 1963, la National Medal of Science en 1968 et le Golden Plate Award du l'American Academy of Achievement en 1970.
Il est l'auteur ou le co-auteur de plus de 350 manuscrits scientifiques.
Le département de neurosciences de l'Université de Cagliari est nommé en son honneur par un ancien étudiant, Gian Luigi Gessa (en) .
Brodie est décédé en 1989 à Charlottesville, en Virginie à l'âge de 81 ans ,. Bernard Brodie est un frère du chercheur sur la poliomyélite Maurice Brodie (en) .